# Капане ди Сопра (Пистоја)
Капане ди Сопра је насеље у Италији у округу Пистоја, региону Тоскана.
Према процени из 2011. у насељу је живело 9 становника. Насеље се налази на надморској висини од 892 м.